# Program Wega

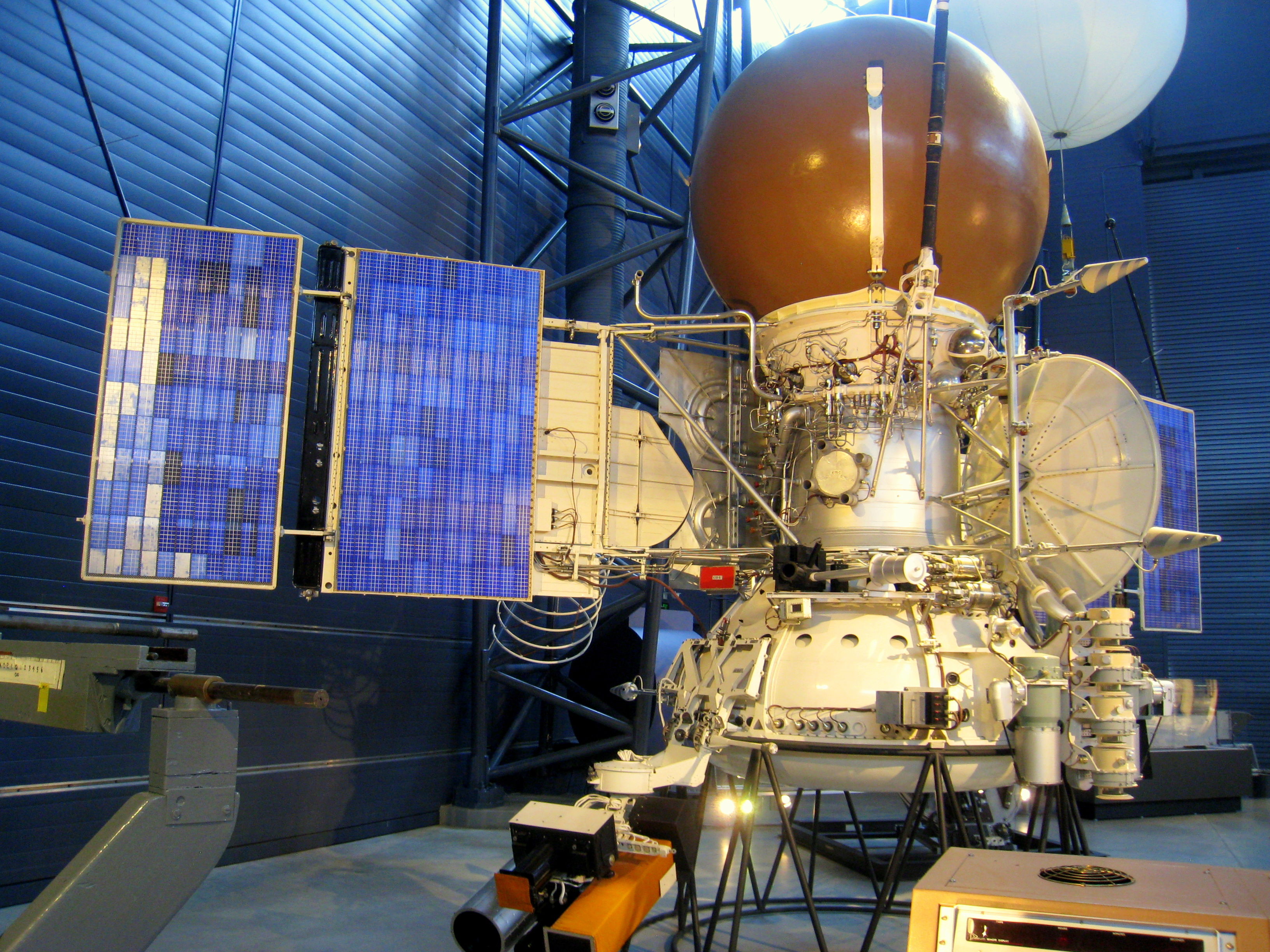
Model sondy Wega

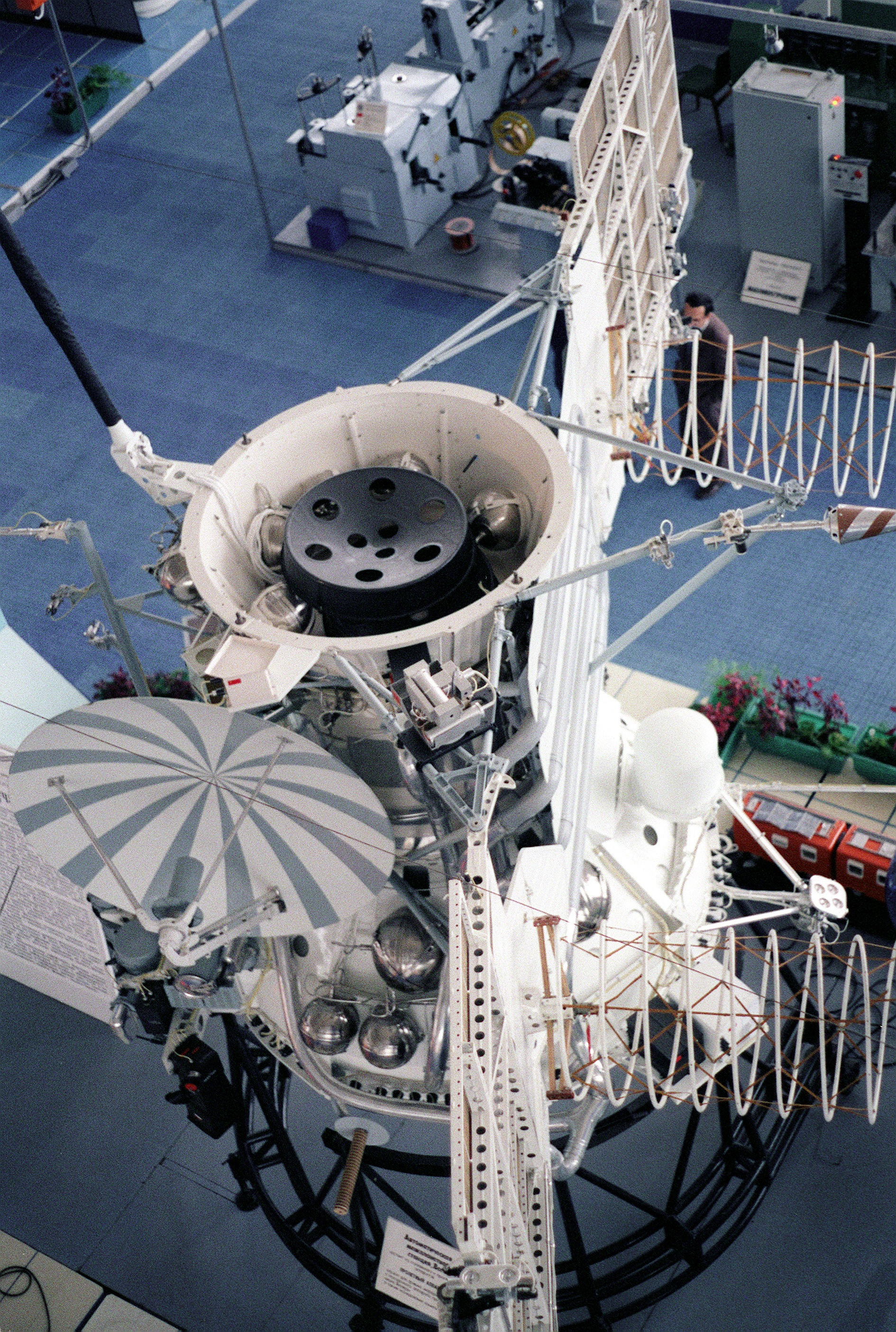
Model sondy Wega

Program Wega – program bezzałogowych lotów kosmicznych sond, mających zbadać planetę Wenus oraz kometę Halleya. Nazwa Wega pochodzi od początkowych sylab słów Wenera (Wenus) i Gallej (kometa Halleya). Na całą misję składały się dwa statki, Wega 1 oraz Wega 2, które zostały wystrzelone przez ZSRR w grudniu 1984.
W Polsce, w Centrum Badań Kosmicznych do zapisu wyników badania komety Halleya, podczas trwania międzynarodowego programu Wega wykorzystano komputery produkowane w Polsce(dokładnie w Warszawie, na Grochowie) - Agat.
| Wega 1 i 2        | Wega 1 i 2                                                              | Wega 1 i 2                                                              |
| ----------------- | ----------------------------------------------------------------------- | ----------------------------------------------------------------------- |
| Statek            | Wega 1                                                                  | Wega 2                                                                  |
| Kraj              | ZSRR                                                                    | ZSRR                                                                    |
| Misja             | Lądownik Wenus, balon, kometa Halleya                                   | Lądownik Wenus, balon, kometa Halleya                                   |
| Data wystrzelenia | 15 grudnia 1984                                                         | 21 grudnia 1984                                                         |
| Rakieta nośna     | Proton K                                                                | Proton K                                                                |
| Masa sondy        | 4920 kg                                                                 | 4920 kg                                                                 |
| Kluczowe daty     | 11 czerwca 1985 – przybycie do Wenus 6 marca 1986 – przelot obok komety | 15 czerwca 1985 – przybycie do Wenus 9 marca 1986 – przelot obok komety |
| Koniec misji      | 1986                                                                    | 1986                                                                    |
| Komentarz         | Pierwszy wenusjański balon Pierwszy przelot obok komety Halleya         | Drugi wenusjański balon Drugi przelot obok komety Halleya               |